# Ophiothrix clypeata
Ophiothrix clypeata är en ormstjärneart som beskrevs av Ljungman. Ophiothrix clypeata ingår i släktet Ophiothrix och familjen Ophiothrichidae. Inga underarter finns listade i Catalogue of Life.